# 청춘 쌍곡선
"청춘 쌍곡선"(靑春 曲線, Hyperbolae Of Youth)은 한국에서 제작된 한형모 감독의 1956년 코미디 영화이다. 황해 등이 주연으로 출연하였고 방대운 등이 제작에 참여하였다.

## 출연

### 주연
- 황해
- 지학자

### 조연
- 이빈화
- 양훈
- 양석천
- 김희갑
- 복혜숙
- 지방열
- 고선애
- 경윤수
- 박시춘

## 기타
- 원작자: 손기현
- 조명: 이한찬
- 음향효과: 심재훈
- 녹음: 최칠복
- 미술: 박석인
- 만화: 안의섭